# David Petersen
David Petersen (Lübeck, ca. 1651 – Amsterdam, na 1709, misschien 1737) is een Nederlandse (amateur-)componist en –violist van Duitse afkomst.

## Leven
Gelet op Petersens Noord-Duitse, Lübeckse afkomst, lijkt het aannemelijk dat hij de invloed heeft ondergaan van vooraanstaande componisten uit deze stad, zoals Franz Tunder en Dietrich Buxtehude. In het tweede derde van de 16e eeuw had in die stad ook de virtuoze violist Nicolaus Bleyer tal van leerlingen. Het is niet uit te sluiten dat Petersen zijn opleiding in deze omgeving heeft genoten. Ook de culturele uitwisseling die plaatsvond tussen de Hanzesteden, waar componisten als Johann Schop, Johann Valentin Meder of Nathanael Schnittelbach verbleven, zal in de muzikale vorming van Petersen beslist een rol hebben gespeeld. Mogelijk is hij bij de Duitse vioolcomponist Johann Jakob Walther in de leer geweest. Vermoedelijk was hij als musicus in de eerste plaats violist.
Omstreeks 1675 vestigde hij zich in Amsterdam. Uit documenten met betrekking tot Petersens ondertrouw op 20 mei 1679, blijkt dat hij toen van beroep koopman was en 28 jaar oud, waardoor zijn geboortejaar in 1651 kan worden geplaatst. Hij woont dan op de Prinsengracht. Hij trouwt in Sloten op 4 juni 1679 met de Nijmeegse Catharina Aertsen. Uit zijn huwelijk worden vijf kinderen geboren. 
Omstreeks 1700 maakt Petersen in Amsterdam met Hendrik Anders, Johan Schenk, Carl Rosier en Servaes de Koninck deel uit van een groepje componisten, dat op teksten van vooral de dichters Alewijn en Sweerts Nederlandse liederen componeren.
Op 12 september 1709 staat hij zijn dochter Jenetta bij haar ondertrouw met winkelier Samuel Leenaerts bij. Hij woont dan op de Reguliersgracht.

## Werk

### Speelstukken
In 1683 verschenen zijn Speelstukken voor viool en basso continuo die elk afzonderlijk als sonate aangeduid worden en waarmee hij een unieke bijdrage aan het Nederlands repertoire voor viool heeft geleverd. De bundel telt twaalf stukken in een mengvorm van sonate en suite; virtuoze muziek in de Duitse polyfone viooltraditie van een Johann Jakob Walther of Thomas Baltzar. De stukken doen ook denken aan die van Johann Paul von Westhoff of Heinrich Ignaz Franz Biber. Petersen moet vooral goed bekend zijn geweest met de Scherzi Musicali voor vioolsolo en basso continuo van Walther uit 1676, aangezien zijn eigen stukken er in belangrijke passages verwantschap mee vertonen en verschillende motieven lijken te zijn overgenomen. 
De continuo speelt in de stukken vaak een voorname rol en neemt het in sommige bewegingen soms over van de vioolpartij, namelijk in het prestissimo van de tweede sonate, in het finale allegro van de vierde en in de finale van de tiende. Petersen wijkt daarmee af van het door de Duitse componisten geliefde type van de aria met variaties, dat ook in Walthers Scherzi wordt aangetroffen. 
Het enige bewaarde exemplaar van Petersens bundel maakt deel uit van de verzameling van de bibliotheek van de kathedraal van Durham. Een kopie van twee van de sonates is aangetroffen in het archief van de Leuvense muzikantenfamilie di Martinelli en geeft een indicatie over alternatieve instrumentatie. Uit de kanttekeningen van die kopie blijkt dat, waar de oorspronkelijke uitgave voor de uitvoering van de continuo de teorbe of viola da gamba aanbeveelt, alvast bij de di Martinelli’s in de 18e eeuw een uitvoering met orgel tot de mogelijkheden behoorde.
Behalve de Speelstukken is geen instrumentale muziek van Petersen bekend, op een vermelding van door hem gecomponeerde instrumentale variaties op Ik zag Cecilia komen na.

### Nederlandse liederen met basso continuo
Voor het overige componeerde Petersen Nederlandstalige liederen met basso continuo. Het betreft voorai zogenaamde recits en daarnaast ook wel liederen in Franse en Italiaanse stijl. De onderwerpen van die liederen zijn doorgaans ernstig. Ook de liederen in het Byvoegsel bij de Boertige en Ernstige Minnezangen hebben een moraliserende strekking. Zijn melodieën staan dichter bij het recitatief dan die van andere componisten. Het tekstuele ritme bepaalt grotendeels het muzikale. Hij bouwt zijn melodieën met veel toonherhalingen en akkoordbrekingen op. De harmonie is veeleer stereotiep. Elk recit heeft bij hem een tweeledige vorm: het halfslot wordt gevormd door een karakteristiek ritme. 
De Zede- en harpgezangen op tekst van Abraham Alewijn verschenen in 1694 als eerste uitgave met oorspronkelijke liederen met basso continuo in de Republiek. De bundel bestaat uit elf moraliserende zedezangen en dertien psalmbewerkingen, die harpzangen werden genoemd. Petersen gebruikte in deze liederen een ernstige stijl die op het Noord-Duitse continuolied geënt is en waarin veel zorg besteed is aan de juiste declamatie van de tekst. Alewijn droeg in 1693 zijn pastorale, Amarillis, Bly-Eindend Treurspel, aan Petersen op, die hij bij die gelegenheid herinnerde aan diens belofte het op muziek te zetten. De muziek verscheen als Opera of Sangspel van Amarillis. Daar in over de 70 Arien. Maar die aria’s zijn grotendeels verloren gaan, op vier liederen in Petersens zetting na die zijn opgenomen in nieuwe uitgaven van de Boertige en ernstige minnezangen uit 1705 en 1709. Van Petersen bevat de bundel daarnaast ook liederen op tekst van Dirck Buysero en Cornelis Sweerts. 
In totaal heeft Petersen op teksten van Alewijn en Sweerts 34 liederen getoonzet.

## Waardering

#### De tijdgenoten
Petersens tijdgenoten schijnen zijn kunst bijzonder op prijs te hebben gesteld; ze hadden in elk geval woorden van lof voor hem te over. 
Zo zijn aan het eind van de Inleiding tot de Zang- en Speelkunst twee gedichten opgenomen, naar ”de afbeelding van David Petersen”: in het eerste noemt Cornelis Sweerts de componist ”uitsteekend in zyn kunst, gematigt in zyn leven”, terwijl Alewijn hem in het tweede roemt om zijn "gadelooze kunst van 't lieflijk snaarenspel". 
In de vierde druk van de Boertige en Ernstige Minnezangen weet Sweerts te voorspellen: ”en de Zangen van den Heer en M.A. Alewijn en anderen, nevens de Muzyk van den Heer D. Petersen zullen tot een Banketwerkje strekken”. De waardering van Sweerts blijkt ook uit een lofdicht in de Boertige en Ernstige Minnezangen: "Dank aan den uitmuntenden Kunstenaar David Petersen." De tweede helft van het gedicht luidt aldus: 
"Dus streelde 't spel ons oor, dan hoopten we op het end,
Noch voor een nagerecht, om 't hart best te bekooren
Door 't groots muzykbanket, onze Orfeus, wyd bekent,
Dien weergaloozen man, dien PETERSEN, te hooren;
Dan zwom en dobberde de ziel in zalig zoet,
Wanneer zyn vingrenvlugt door 't vliegen op de snaaren,
Haar uit het ligchaam trok, die opwaarts zweeven moet,
Door dat geluid verrukt, en mag ten hemel vaaren.
Zyn vingren teelen dan door lieffelyk geluid
Dat voorkoomt of verdwynt, ontelbre nachtegaalen
Dan tuimlen onderen, dan vliegen in en uit
De gansche zaal een rei van hemelsche Kooraalen,
Dan zingt de snaar een taal die ider kan verstaan,
En kennen leert wat vreugd uw spel de ziel kan geeven
Die dus verhuist, en zich van 't aardsche mag ontslaan
Of, weergekeert, het lyf door 't speelen leert herleeven."
Dat Petersen kennelijk met Abraham Alewijn wel heel goed bevriend moet zijn geweest, blijkt uit de overgeleverde doopakte uit 1691, waar deze als peetoom van Petersens zoon Abraham wordt opgegeven. Alewijn schrijft over hun ontmoetingen in zijn voorwoord tot het herdersspel Amarillis van 1693: hij maakt melding van de vele keren dat Petersen in zijn landgoed te 's-Graveland gemusiceerd heeft. Alewijn roemde de componist ook om ”de gadelooze’ kunst van ’t lieflijk snaarenspel”.

#### Heden
Manfredo Kraemer, die met zijn ensemble The Rare Fruits Council drie vierde van de sonates heeft opgenomen, schat Petersens speelstukken in als veeleisend op het gebied van de techniek, vindt ze knap gecomponeerd en op het niveau van de grote professionele musici van die tijd, zoals Biber, Westhoff of Walther.

## Drukken en herdrukken
- Speelstukken, Amsterdam, 1683
- Zede- en Harpgezangen met Zangkunst verrykt door David Petersen (24 liederen op tekst van Alewijn), Amsterdam, 1694
- Vermeerderde Zede- en Harpgezangen (op tekst van Alewijn), Amsterdam, 1711
- Zede- en Harpgezangen (teksten van Alewijn), Amsterdam, 1713
- Zede- en Harpgezangen (teksten van Alewijn), Amsterdam, 1715
- Boertige en Ernstige Minnezangen (muziek van Petersen en Anders op tekst van Sweerts), Amsterdam, 1705
- Boertige en Ernstige Minnezangen (muziek van Petersen en De Koninck op tekst van Alewijn), Amsterdam, 1705
- Boertige en Ernstige Minnezangen (muziek van Petersen en De Koninck op tekst van Alewijn), Amsterdam, 1709

## Discografie
- David Petersen, Speelstukken, Rare Fruits Council o.l.v. Manfredo Kraemer, Astrée, 1998, negen sonates
- The Golden Dream, 17th Century Music from the Low Countries, The Newberry Consort, Harmonia Mundi, 1995 (van Petersen: Schriet niet meer)

- Bibliothèque nationale de France: cb13985087w (data)
- Gemeinsame Normdatei: 12243854X
- International Standard Name Identifier: 0000 0001 2314 403X
- Library of Congress Control Number: n98088188
- MusicBrainz: a9bf446d-4423-473a-b031-ddb4b0e2bfcd
- Nationale Bibliotheek van Israël: 987007411439705171
- Nederlandse Thesaurus van Auteursnamen: 070276498
- Virtual International Authority File: 10042936
- WorldCat: E39PBJh4vXqycGfwjJK9DJvT73